# 塞尔岑
塞尔岑是德国莱茵兰-普法尔茨州的一个市镇。总面积6.66平方公里，总人口1541人，其中男性770人，女性771人（2011年12月31日），人口密度231人/平方公里。